# Universität Sassari
Die Universität Sassari (Italienisch Università degli Studi di Sassari, Lateinisch Universitas Turritana Sacerensis, Sassaresisch Unibessiddài di l'Isthudi di Sàssari, Sardisch Universidade de Tàtari), kurz UNISS, ist eine staatliche Universität in der Stadt Sassari auf Sardinien mit ca. 13.500 Studierenden. Sie wurde im Mai 1562 aus bildungspolitischen Motiven durch den sardischen Kaufmann Alessio Fontana gegründet und finanziert und anfangs von einem Jesuitenkolleg geleitet.
Derzeitiger Rektor ist Gavino Mariotti.

## Dipartimenti – Fachbereiche
Die Universität ist in folgende Dipartimenti – Fachbereiche unterteilt:
- Agraria – Agrarwissenschaften
- Architettura, design e urbanistica – Architektur, Design und Urbanistik
- Chimica e farmacia – Chemie und Pharmazie
- Giurisprudenza – Rechtswissenschaften
- Medicina veterinaria – Veterinärmedizin
- Scienze biomediche – Biomedizinische Wissenschaften
- Scienze economiche e aziendali – Wirtschaftswissenschaften und Betriebswissenschaft
- Scienze mediche, chirurgiche e sperimentali – Medizinische, chirurgische und experimentelle Wissenschaften
- Scienze umanistiche e sociali – Geistes- und Sozialwissenschaften
- Storia, scienze dell’uomo e della formazione – Geschichte, Humanwissenschaften, Bildungswissenschaften

## Rektoren
- 1843–1846 Antonio Maria Marras
- 1846–1854 Giovanni Sulis
- 1855–1860 Antonio Maninchedda
- 1860–1862 Francesco Cossu
- 1863–1865 Paolo Soro
- 1865–1876 Maurizio Reviglio
- 1876–1881 Gian Maria Pisano Marras
- 1881–1883 Giuseppe Silvestrini
- 1883–1886 Pasquale Piga
- 1886–1887 Gian Maria Pisano Marras
- 1887–1889 Antonio Conti
- 1889–1893 Gaetano Mariotti
- 1893–1895 Giacobbe Ravà
- 1895–1896 Giovanni Dettori
- 1896–1898 Giovanni Maria Fiori
- 1898–1908 Giovanni Dettori
- 1908–1916 Angelo Roth
- 1916–1919 Flaminio Mancaleoni
- 1919–1925 Amerigo Filia
- 1926–1930 Giuseppe Castiglia
- 1930–1932 Carlo Vercesi
- 1932–1935 Ludovico Pietro Marogna
- 1935–1943 Carlo Gastaldi
- 1943–1951 Antonio Segni
- 1951–1953 Cataldo Zummo
- 1953–1961 Pasquale Marginesu
- 1962–1968 Sergio Costa
- 1969–1970 Giovanni Pau
- 1970–1971 Giovanni Bo
- 1971–1973 Giovanni Manunta
- 1973–1991 Antonio Milella
- 1991–1997 Giovanni Palmieri
- 1997–2009 Alessandro Maida
- 2009–2014 Attilio Mastino
- 2014–2020 Massimo Carpinelli
- seit 2020 Gavino Mariotti